# Herkules-Superhaufen
Der Herkules-Superhaufen ist ein Superhaufen und Teil der Großen Mauer. Eigentlich besteht der Superhaufen aus zwei Superhaufen, einer südlicheren Region mit dem Namen BS 15 und einer nördlicheren Region mit dem Namen BS 16. Der Superhaufen hat eine Ausdehnung von 100 Mpc und eine Masse von 7,6×1015 Sonnenmassen.

## Galaxienhaufen
BS 15 besteht aus folgenden Galaxienhaufen:
- Abell 2063[2]
- Abell 2107[5][2]
- Abell 2147[2]
- Abell 2151[5][2] (Herkules-Galaxienhaufen)
- Abell 2152[5][1][2]

BS 16 besteht aus folgenden Galaxienhaufen:
- Abell 2197[3][2]
- Abell 2199[3][2]

Sonstige Galaxienhaufen im Superhaufen:
- Abell 2052[6]
- Abell 2055[6]
- Abell 2140[6]
- Abell 2148[6]
- Abell 2162[6]